# الخصائص الحسينية
الخصائص الحسينية هو كتاب من تأليف المرجع الشيعي الإيراني جعفر التستري(1230-1303)، كتبه باللغة العربية، يتحدث فيه عن خصائص الحسين بن علي بن أبي طالب وفقاً للنصوص الدينية والمرويات الشيعية.

## الترجمات
- تُرجم إلى الفارسية عدة مرات،[2] فقد بلغ عدد الترجمات الفارسية للكتاب عشر ترجمات:

1. ترجمة محمد حسين بن علي أكبر شريعتمدار التبريزي، بعنوان وسائل المحبين.
2. ترجمة محمد باقر بن مرتضى الطباطبائي اليزدي الحائري، بعنوان رسائل المحبين.
3. ترجمة محمد حسين الشهرستاني بعنوان دمع العين على خصائص الحسين، وقد جُعل للترجمة هذا العنوان العربي، ثم جُعل لها عنوان آخر بالفارسية في طبعات لاحقة، وهو اشک روان بر امیر کاروان.
4. ترجمة محمد جواد بن حسن.
5. ترجمة محمد حسين بن عبد الله الخوانساري.
6. ترجمة محمد صالح الأسترآبادي.
7. ترجمة محمد باقر نيرومند، وهو حفيد المؤلف.
8. ترجمة مهدي الموسوي الدزفولي، بعنوان فيوضات مسعوديه.
9. ترجمة علي كرمي، بعنوان ویژگی‌های امام حسین.
10. ترجمة خليل الله فاضلي، بعنوان زيتون.

## شروح
- شرح بعنوان لوائح اللوحين في شرح خصائص الحسين وأسرار شهادته، لمحمد باقر بن مرتضى الطباطبائي اليزدي الحائري.[4]